# 勐拉乡 (缅甸)
勐拉乡，是缅甸掸邦东部第四特区勐拉县下辖的一个乡。

## 地理
勐拉乡位于勐拉县东北部，主要管辖勐拉城区各传统村寨和周边部分村寨，南接蚌煽乡，西接勐马乡，北接色勒县景坎乡，东临中国云南省西双版纳傣族自治州勐海县打洛镇。勐拉口岸是中缅边境上最重要的边贸口岸之一。

## 行政区划
勐拉乡下辖以下村寨：
- 万景帕村（ဝမ်ကျင်းဖရွာ）[1]
- 万迈道村（ဝမ်မိုင်တောက်ရွာ）[2]
- 万纳里村（ဝမ်နားလီရွာ）[3]
- 万东村（ဝမ်တုံရွာ）[4]
- 万龙村[5]
- 万迈佩宏村[6]
- 万迈那嘎村[7][8]
- 万回楠近村[9]
- 阿罗村
- 纳沙村（那沙村）[10]
- 嘎沙村（ဂါဆာရွာ）[11]
- 邦霍村（ပန်ဟော်ရွာ）[12]
- 邦满村（邦马村）[13]
- 邦明村（邦民村、巴民村），又名万回莱村（ဟွေလိုင်ရွာ）[14][15]
- 巴卡村（ပါခါးရွာ）
- 回响村（ဟွေးၡန်ရွာ）[16]
- 兴平村（ရှင်းဖျင်ရွာ）[17]
- 仁爱村（လင်းအိုင်ရွာ）
- 德胜村（တဲစိန့်ရွာ）
- 回庄村（回转村）[18]
- 回谷村（ဟွေကူးရွာ）
- 回帕村（ဟွေဖရွာ）
- 迈过龙村（迈果龙村）[19]
- 蚌龙村[20][21]

## 教育
勐拉乡是特区首府所在地，境内有兴平果文学校、勐拉缅文高中学校、勐拉外语学校、勐拉民族文化学校、彭家声学校等学校。